# Каталог женщин
«Каталог женщин» (др.-греч. Γυναικῶν Κατάλογος) или «Эои» (др.-греч. Ἠοῖαι) — древнегреческая эпическая поэма, которую в древности приписывали Гесиоду.
Поэма представляет собой развёрнутый перечень женщин, от союзов которых с богами произошли герои греческих мифов. Её второе название, «Эои», происходит от оборота «e hoie» («или такая, как»), с которого начинается рассказ о каждом новом персонаже. У «Каталога» нет чёткой структуры, отдельные составляющие теоретически можно менять местами. Известно, что он включал шесть книг, но его текст сохранился только в виде набора фрагментов. Это цитаты, приведённые рядом позднеантичных авторов, и папирусные находки, число которых продолжает увеличиваться. Обилие таких отрывков говорит о том что «Каталог женщин» был в античную эпоху востребованным источником данных по мифологии и генеалогии.
Древние приписывали поэму Гесиоду и считали её продолжением «Теогонии». Это авторство начали оспаривать ещё александрийские филологи. Современные исследователи уверены, что «Каталог женщин» был написан позже — в середине VI века до н. э.: в тексте упоминаются события, которые произошли после смерти Гесиода, к тому же поэма заметно отличается от «Теогонии» по стилю. Существует мнение, что изначально существовали разные тексты на смежные темы, которые были объединены неизвестным рапсодом.

## Переводы
Сохранившиеся фрагменты в переводе О. Цыбенко изданы в составе антологии «Эллинские поэты. VIII—III века до н. э.» (М.: Ладомир, 1999. С. 80—104).